# あなたが好きです
『あなたが好きです』（あなたがすきです）は、東海テレビ制作・フジテレビ系列で、1994年1月4日から4月1日に放送された昼ドラである。

## 概要
音楽大学でチェロを専攻する、恵里子はテニスプレイヤー・雅人と運命的に出会い、恋に落ちる。だが、若さゆえの2人の一途な愛は破局を迎える。雅人と別れた恵里子は、雅人の子を妊娠しており、出産する。数年後。2人は再会し、再び運命が動き出す。

## キャスト
- 横田恵里子：吉川十和子（現・君島十和子）[1]
- 赤城浩一：勝野洋[1]
- 田島雅人：円谷浩[1]
- 横田織江：浅利香津代
- 田島豊：三上真一郎
- 真木洋子
- 不破万作
- 大方斐紗子
- 片岡礼子
- 水森コウ太
- 水野（田島）由香：菊地則江
- 小山裕子：奈良富士子
- 横田遥：斉藤綾人
- 星山：堀井真吾
- ナレーター：柳川慶子

## スタッフ
- 演出：小野俊和、牧時範、川田理
- プロデューサー：三井孝俊、宇野博之、小野俊和
- 脚本：金子裕、尾西兼一、横光晃
- 音楽：渡辺博也
- 制作：東海テレビ[1]、東宝

## 主題歌
- 『FEEL ME』 歌：シンシア